# La fine della seduta
La fine della seduta (La fin de séance) è un dipinto a olio su tela dell’artista francese Jean-Léon Gérôme, realizzato nel 1886 e attualmente conservato in una collezione privata a Santa Ana. Esiste anche un disegno preparatorio del soggetto femminile che è stato messo all'asta.

## Storia

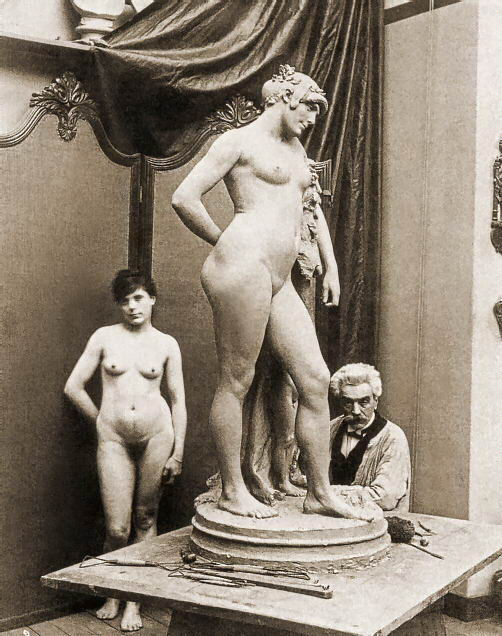
Gérôme, Emma Dupont e il bozzetto dellOnfale nel 1886.

Jean-Léon Gérôme era un pittore rinomato nella Francia della seconda metà del diciannovesimo secolo, ma egli era anche affascinato dalla scultura per la sua padronanza della materia e per la sua capacità di dare forma a un'opera. In particolare, egli si interessava al mito di Pigmalione che da vita a Galatea (dal quale avrebbe tratto un'opera nel 1890).
Nel 1886, pertanto, si mise all'opera per scolpire una statua ritraente Onfale, la regina della Lidia nella mitologia greca che ebbe Eracle come schiavo a seguito di un oracolo. Ispirandosi all'Ercole Farnese nella posa, Gérôme scolpì l'Onfale tra il 1886 e il 1887. Dapprima venne realizzato un modello in argilla, per il quale posò la modella di nudo Emma Dupont, e poi l'opera venne tradotta nel marmo. Prima che l'opera venisse completata ed esposta al Salone parigino, l'artista decise di dipingere un quadro che aveva come soggetto proprio la realizzazione di questa scultura.

## Descrizione
In questa tela, Gérôme si autoritrasse come uno scultore assieme alla modella in carne ed ossa e alla scultura da lui  appena sbozzata. La sua rappresentazione mescola strettamente i riferimenti al mito antico con la realtà contingente dello studio dalle pareti color ciano. Come molte opere dell'artista di Vesoul, la scena raffigurata non rappresenta il momento in sé, bensì gli attimi appena precedenti o le sue conseguenze: in questo caso, la seduta d'arte non è in corso ma è appena terminata.
L'artista si trova in basso a sinistra ed è raffigurato mentre pulisce con una spugna gli attrezzi usati per scolpire e dare la forma all'opera alla quale sta lavorando. Al centro del dipinto si trova la vera protagonista dell'opera, Emma Dupont, in piedi sopra la piattaforma sulla quale si trova il modello di argilla dell'Onfale. Senza nemmeno essersi rivestita, la modella si affretta a coprire quest'ultimo con un panno per evitare che l'argilla si secchi. Ne risulta un'immagine forte, di grande impatto sullo spettatore, che contempla nello stesso momento il dorso nudo di una modella senza volto e il corpo di una statua il cui viso è già stato coperto. È inoltre presente un contrasto tra la pelle bianca della modella e la colorazione terrosa della scultura. In alcuni cataloghi riguardanti un'incisione fotografica dell'opera, viene detto erroneamente che il bozzetto dell'Onfale è in gesso, quando in realtà l'argilla evitava che l'assenza di umidità causasse delle crepe sulla superficie.